# نادي القطن (فلم)
نادي القطن (بالإنجليزية: The Cotton Club) هو فيلم جريمة تم إنتاجه في الولايات المتحدة وصدر في سنة 1984. الفيلم من إخراج فرانسيس فورد كوبولا من بطولة ريتشارد جير وجريجوري هاينز ودايان لاين وبوب هوسكينز وجيمس ريمار.

## الميزانية والإيرادات
بلغت تكلفة إنتاج الفيلم حوالي 58 مليون دولار بينما حقق أرباحا تقدر بـ 25928721 دولار.

## وصلات خارجية
- مقالات تستعمل روابط فنية بلا صلة مع ويكي بيانات